# San Alejo
San Alejo è un comune del dipartimento di La Unión, in El Salvador.